# ОФК „Пирин“ (Благоевград)
„Пирин“ е футболен клуб от Благоевград, България. Играе своите мачове на стадион „Христо Ботев“ в Благоевград. Дългогодишен участник е в българския професионален футбол, „люлка“ за футболни таланти, като от школата са излезли много известни футболисти. Отборът се състезава във Втора професионална лига.

## История
ФК „Пирин“ е основан през 1922 г., когато в Благоевград започва съществуването си първият футболен клуб – Илинден. В следващите няколко години в града бързо изникват още няколко организации на аматьорски начела. Иначе за първообраз на „Пирин“ се смята СК „Ботев“, който е основан през 1934 г., след обединение на „Тича“ и „Левски“.
Три години по-късно СК „Ботев“ печели първото си отличие – областен първенец, след като на финала побеждава Македонска Слава с 2 – 1. Любопитното е, че през 1946 г. клубът е обединен точно с Македонска Слава, а новото дружество е кръстено на името на Юлий Дерменджиев. Настоящото си название „Пирин“, клубът от Благоевград получава през 1970 г. До 1973 г., „Пирин“ е един от най-стабилните клубове в Югозападна България, но така и не може да намери място в елитната футболна дивизия в България.
През сезон 1972/73 г. обаче, този факт е променен. Клубът си извоюва правото да мери сили с най-добрите отбори в България. В първата си кампания в А група, през 1973/74, „Пирин“ завършва на 11-о място. Следват шест поредни години, в които отборът е в елитната дивизия. В този период благоевградчани са неизменно в златната среда, между 6-о и 12-о място. През 1979 г. отбора печели своята група в Купа Интертото. През сезон 1980/81 г. отбора печели само 26 точки и финишира на последната 16-а позиция, изпадайки в Б група. Година след изпадането си, „Пирин“ отново се завръща в А група, но изкарва в елита само един сезон преди пак да изпадне. Следват две години в Б група. По време на тях обаче, „орлетата“ успяват да изградят доста качествен тим.
През 1984 г. отборът печели без проблеми промоция за А група. Следващият сезон – 1984/85 г. е най-успешният в досегашната история на клуба. „Пирин“ завършва на 3-то място и печели бронзовите медали (през 1990 г. е преместен на 5-то място, защото БФС връща титлата на "Левски" и сребърните медали на ЦСКА) в елита и получава правото да представя за първи път България в Купата на УЕФА. Дебютното участие на тима от Благоевград в турнирите на Стария континент обаче, не може да се определи като добро. „Орлетата“ срещат в първия кръг „Хамарбю ИФ“ и не успяват да окажат сериозна съпротива на шведския клуб. У дома „Пирин“ губи с 1:3, а на Скандинавския полуостров губи с 0:4. През следващите години клубът е неизменен участник в А група и си спечелва славата на корав противник от „златната среда“ на елита. „Орлетата“ не успяват да повторят доброто си представяне в първенството от 1985 г., но за сметка на това изиграват две запомнящи се кампании за Купата на България. Първата е през 1992 г. Със силна игра „Пирин“ успява да достигне до последната среща за трофея, където губи от „Левски“ (София). Класирането за финала дава право на „Пирин“ да играе в турнира за Купата на носителите на купи, тъй като „сините“ същата година триумфират и в шампионата.
В квалификационния кръг „Пирин“ отстранява ФК „Шаан“ от Лихтенщайн, след победи с 3:0 у дома и с 1:0 като гост. В първия основен кръг на евронадпреварата обаче, изпитанието е далеч по-тежко. Съперник на клубът от Благоевград е гръцкият гранд Панатинайкос. В крайна сметка „орлетата“ не успяват да се противопоставят на именития си съперник и отпадат след две загуби. Две години по-късно „Пирин“ отново успява да стигне до финала за Купата на България, но отново се разминава с трофея. През 1994 г. на Националния стадион „Васил Левски“ „орлетата“ губят с 0:1 от „Левски“. В следващия сезон благоевградчани финишират на предпоследното 15-о място в таблицата и изпадат в Б група, слагайки край на златния си период започнал през 1984 г. и продължил 10 години. В края на XX век „Пирин“ успява да се завърне за кратко в елитната дивизия, но отново изпада във втория ешелон.
След 2000-ата година от школата на „орлетата“ излизат редица качествени играчи като Илко Пиргов, Светослав Дяков, Радослав Анев, Христо Златински и Владислав Златинов. С тяхна помощ „Пирин“ отново се завръща в елита и успява да се задържи там през сезон 2004/05 г. На следващата година обаче, клубът изпада в сериозна финансова криза. След 2-рия кръг на сезон 2005/06 г. „Пирин“ бива изхвърлен във В група заради големи задължения към НОИ. Отборът играе в аматьорската група три години, като междувременно собственикът Методи Калъмбов напуска, а неговото място е заето от група бизнесмени наречена „Г 15". След като „Пирин“ успява да влезе в Б група, през лятото на 2008 г., започват разговори за обединение с отцепилия се ПФК Пирин Благоевград (Благоевград), който играе в елита. През декември 2008 двата клуба се обединяват, като новият тим участва в „А" група, а с квотата за Западната Б група до края на сезона се състезава тимът на Пирин (Банско), който домакинства на стадиона в Банско. Няколко месеца след обединението „Пирин“ постига и първия си успех – класиране за четвърти път в историята си на финал за Купата на България. По пътя към последния мач за трофея „орлетата“ елиминират грандовете ЦСКА и Левски. На 26 май 2009, „Пирин“ е подкрепян от над 5000 благоевградчани на стадион „Георги Аспарухов“ в София, но губи финала от Литекс (Ловеч).

### Изваждане от професионалния футбол
На 9 юни 2011 г. отбора е изваден от професионалния футбол заради финансови задължения и за сезон 2011 – 2012 е изпратен да играе във В ЮЗФГ с аматьорски статут. Сега с управлението на отбора се ангажира община Благоевград, която с помощта на бизнеса в града ще се опита максимално бързо да върне легендарния отбор в професионалния футбол. Дълъг е списъкът с футболистите, носили екипа на Пирин и спечелили завинаги признанието на феновете. Безспорно първото място е за най-голямата звезда на България Димитър Бербатов. И нататък: Петър Михтарски, Ивайло Андонов, Крум Бибишков, Спас Делев, Спиро Дебърски, Йордан Боздански, Емил Мицански, Красимир Безински, Юри Иваников, Димитър Коемдгиев, Георги Бижев, Георги Варадев, Борис Николов, Йордан Самоковлийски, Христо Христов-Бараката, Илия Реджов, Спаско Занков, Николай Гавалюгов, Атанас Ласков, Борис Анастасов, Васил Терзийски, Румен Спасов, Иван Бербатов, Ангел Драганчев, Валери Цветков, Йордан Мурле.

### Отново във В АФЛ
На 19 януари 2012 г., „Перун“ (Кресна) се обединява с „ОФК Пирин“ (Благоевград) от ОФГ Благоевград. Тъй като пререгистрация и смяна на името на клуба не сепозволява по време на сезона, името му не се променя, а през пролетта отборът играе домакинските си мачове на ст. „Христо Ботев“ в Благоевград. Така отборът, започнал като Перун (Кресна) сезон 2011/12 в ЮЗ В АФГ и довършил сезона на 2-ро място под същото име, но с играчи, ръководство и домакинство на „ОФК Пирин“ се преименува на „ОФК Пирин“ (Благоевград) а отборът, започнал сезон 2011/12 в ОФГ Благоевград като „ОФК Пирин“ (Благоевград) и довършил сезона като шампион на ОФГ Благоевград под същото име, но с играчи, ръководство и домакинство на „Перун“ се преименува на „Перун“ (Кресна).
През сезон 2013/2014 „Пирин“ печели убедително Югозападната В група с 25 победи от 30 мача и голова разлика 87:6. По този начин тимът извоюва промоция за Б група и от лятото на 2014 г. се завръща в професионалния футбол. През целия сезон в Б група, Пирин води тежка битка с „Локомотив“ ГО и „Монтана“ за промоция в елита, като два кръга преди края изостава на 1 точка от Локомотив. Локомотив обаче губи от лидера Монтана и така зелените се изкачват на второто място, което успяват да запазят докрая. Второто място означава класиране в А група и така след 4 години Пирин отново се завръща сред елитните отбори.

### Завръщане в А група
Началото за Пирин в А група е тежко. Отборът има едва 5 точки от 15 изиграни мача и е твърдо на последното 10-о място. Следва смяна на треньора и начело на тима застава Наджи Шенсой. Още в първия му мач начело, Пирин постига и първата си победа в шампионата с 1:0 над „Левски“ с гол на Мартин Тошев в 11-ата секунда. Под ръководството на Шенсой, Пирин се стабилизира и постига впечатляващи победи над Локомотив (Пловдив) с 3:0 и Черно море (4:0). В крайна сметка, тимът заема осмото място в крайното класиране и се спасва.
С началото на сезон 2016/2017 започват и финансовите трудности за Пирин. Заради забавени заплати и премии отборът напускат много от основните му футболисти, начело с голмайстора Мартин Тошев. Отборът напуска и Наджи Шенсой, а на негово място е назначен Стефан Генов. Пирин отново започва трудно кампанията и след първият полусезон е на 11-о място от 14 отбора. През зимната пауза финансовата ситуация в клуба се влошава. Спонсорският договор с „Лафка“ изтича и не е подновен, а клубът не успява да осигури друг. Заради забавени заплати, Стефан Генов напуска отбора, като това е прието като предателство от феновете на Пирин. На негово място е назначен Милен Радуканов, като под негово ръководство „Пирин“ се преобразява през пролетта. Записани са 5 поредни победи, отборът играе с хъс и мотивация, като дори се стига до момент в който Пирин има шанс да играе в Европа. В крайна сметка зелените завършват на 9-о място.
Сезон 2017/2018 отново минава под знака на финансовите трудности за Пирин. „Пирин“ играе с бюджет 700 000 лв., което е най-ниският бюджет в цялата Първа лига. Това са отпуснатите пари от Община Благоевград, а ръководството на клуба така и не успява да намери спонсори или местни бизнесмени, които да дават пари. Въпреки тези проблеми, Милен Радуканов успява да изгради един боеспособен Пирин от местни кадри, юноши и няколко чужденци. Под негово ръководство „Пирин“ записва добри резултати и успява да се противопостави на силните отбори. Записани са престижни равенства с ЦСКА в София (0:0), с „Берое“ в Стара Загора (1:1) и с „Лудогорец“ в Разград (1:1), както и някои впечатляващи победи над водещите отбори: „Ботев“ (0:1), „Локо Пд“ (5:0), „Черно море“ (0:1).

### Изпадане във Втора лига
Заради безпаричието, през зимната пауза клубът е напуснат от основни играчи като Станислав Костов, Благой Макенджиев, Даниел Младенов и Аймен Суда. „Пирин“ трябва да доиграва сезона с юноши и десетина по-опитни футболисти. В края на основния сезон Пирин завършва на 11-о място с 26 точки, но заради странния формат на първенството трябва да играе директен бараж за своето оцеляване с „Витоша“ Бистрица. Пиринци печелят първият мач в Бистрица с 0:1. В ответния мач реванш в Благоевград е допусната фатална съдийска грешка, когато при резултат 0:1, „Витоша“ вкарват втори гол от явна засада, въпреки че страничният съдия е маркирал засадата. Пирин връща един гол, но поради повечето си голове на чужд терен, „Витоша“ продължава напред, а „Пирин“ изпада във Втора лига. Така в края на сезон 2017/2018 година, по един изключително несправедлив и глупав начин, Пирин отново изпада от елита.

### Завръщане в Първа лига
От сезон 2021/22 орлетата отново са част от Първа лига, най-високото ниво на българския футбол.

### Школа
Детско-юношеската школа на „Пирин“ се смята за една от най-качествените и най-продуктивните в България. Редица от големите български футболисти са излезли именно от „гнездото“ на „орлетата“. В своята история мъжкият отбор на „Пирин“ винаги е разчитал главно на свои кадри и това му е носело успех.
Безспорно най-известният футболист започнал кариерата си при „орлетата“ е Димитър Бербатов. Капитанът на националния отбор по футбол прекарва 8 години в школата на „Пирин“, преди Димитър Пенев да забележи големия му талант и да го привлече в ЦСКА през 1998 г. Благоевградчани могат да се похвалят и с двама свои представители в „златното“ ни поколение, което завърши на 4-то място на САЩ'94 – Ивайло Андонов и Петър Михтарски. Сред кадрите на „Пирин“ е и нападателят Иван Цветков, който направи сериозна кариера в първенствата на Холандия и Турция.
Други известни футболисти, много от които национали излезли от школата на „Пирин“ са Спиро Дебърски, Никола Ковачев Туата, Малин Орачев, Георги Марков, Антон Костадинов, Костадин Герганчев, както и по-новото поколение Петър Златинов, Крум Бибишков, Станислав Манолев, Спас Делев, Kостадин Хазуров, Николай Бодуров.

## Наименования
- Ботев (1934 – 1947)
- Юлий Дерменджиев (1948) – (след обединение с „Македонска слава“)
- Строител /1951 – 1957/
- Ботев (1957 – 1969)
- Пирин (декември 1970 – 2008)
- Пирин (декември 2008 – юли 2011) – (след обединение с ПФК „Пирин Благоевград“)
- Пирин (от юли 2011 г.) (след обединение с „Перун“ Кресна)

## Успехи
А група
- 5 място (1 път) – 1985 г.

Купа на България
- Финалист (4 пъти) – 1981, 1992, 1994 и 2009 г.

## Участия в ЕКТ
Купа на УЕФА, Купа на носителите на купи
| Сезон     | Турнир                     | Етап        | Страна | Отбор        | Домакин | Гост | Резултат |
| --------- | -------------------------- | ----------- | ------ | ------------ | ------- | ---- | -------- |
| 1985 – 86 | Купа на УЕФА               | 1 кръг      |        | Хамарбю      | 1:3     | 0:4  | 1:7      |
| 1994 – 95 | Купа на носителите на купи | предв. кръг |        | Шаан         | 3:0     | 1:0  | 4:0      |
| 1994 – 95 | Купа на носителите на купи | 1 кв. кръг  |        | Панатинайкос | 0:2     | 1:6  | 1:8      |

## Настоящ състав
Към 2 юли 2022 г.

## Стадион
„Пирин“ играе домакинските си мачове на стадион „Христо Ботев“ в Благоевград. Той е изграден през далечната 1934 г. /игрище на сегашното място/ и там се играе до 1951 г., след което се започва реконструкция и строителство на сегашния стадион. През това време Строител играе на временно игрище под гарата и така до 1956 година. Новият стадион е собственост на Община Благоевград. При построяването си съоръжението /1973 г./ разполага с две трибуни и общ капацитет от 17 000 места. В началото на XX век обаче, едната трибуна започва да се руши и да бъде предпоставка за сигурността на зрителите. Поради тази причина тя е затворена, а през 2008 г. изцяло съборена. Така стадионът разполага само с една трибуна, снабдена със 7000 пластмасови седалки в бял и зелен цвят.
През лятото на 2009 г. общината в града започва ремонт на съоръжението, който е на стойност 1,5 млн. евро. Ремонтът включва подновяване на тревната настилка, снабдяването ѝ с модерна напоителна система и изграждането на светлинно информационно табло. Той приключва през март 2010 г. Вторият етап от ремонта, предвижда обновяването на електрическото осветление на стадиона, което не е в изправност от края на 90-те години. Цялостното обновяване на „Христо Ботев“ ще приключи след третата част от ремонта, която предвижда изграждането на нова трибуна, на мястото на съборената. Това трябва да се случи до края на 2011 г. Тогава стадион „Христо Ботев“ ще разполага с 15 000 седящи места и ще притежава лиценз от УЕФА.

## Почетни листи вПърва лигаи А РФГ
| Място | Име                  | Мачове |
| ----- | -------------------- | ------ |
| 1     | Петър Цветков        | 231    |
| 2     | Христо Христов       | 224    |
| 3     | Методи Стоянов       | 220    |
| 4     | Борис Николов        | 214    |
| 5     | Костадин Трендафилов | 207    |
| 6     | Николай Петрунов     | 200    |
| 7     | Йордан Боздански     | 190    |
| 8     | Петър Михтарски      | 189    |
| 9     | Мирослав Митев       | 184    |
| 10    | Христо Бакалов       | 174    |
| 10    | Николай Гавалюгов    | 174    |

| Място | Име              | Голове |
| ----- | ---------------- | ------ |
| 1     | Петър Михтарски  | 77     |
| 2     | Николай Петрунов | 63     |
| 3     | Йордан Боздански | 46     |
| 4     | Борис Николов    | 40     |
| 5     | Методи Стоянов   | 34     |
| 6     | Йордан Костов    | 26     |
| 7     | Борислав Хаджиев | 23     |
| 8     | Георги Лулейски  | 19     |
| 8     | Ивайло Андонов   | 19     |
| 10    | Даниел Младенов  | 18     |

- Данните са до 20 юли 2017.

## Известни футболисти
- Станислав Манолев
- Христо Бакалов
- Борис Галчев
- Светослав Дяков
- Петър Шопов
- Антон Костанидов
- Мирослав Митев
- Петър Михтарски
- Спиро Дебърски
- Йордан Боздански – Зико
- Иван Цветков
- Емил Мицански
- Евгени Йорданов
- Владислав Златинов
- Костадин Хазуров
- Георги Даскалов
- Крум Бибишков
- Красимир Безински
- Костадин Герганчев
- Димитър Бербатов
- Иво Бранков
- Юри Иваников
- Спас Делев
- Станислав Костов
- Димитър Коемджиев
- Благой Латинов
- Емил Равначки
- Стефан Гошев
- Георги Бижев
- Методи Стойнев
- Георги Маркулийски
- Георги Варадев
- Ивайло Андонов
- Борис Николов
- Йордан Самоковлийски
- Христо Христов (Бараката)
- Николай Петрунов
- Атанас Ласков
- Петър Цветков – Бел
- Илия Реджев
- Асен Арсов
- Костадин Николов
- Спаско Занков
- Николай Гавалюгов
- Христо Миленков
- Методи Стоянов – Мечо
- Малин Орачев
- Георги Марков
- Борис Анастасов
- Йордан Попмихайлов
- Васил Терзийски
- Владимир Каракичев
- Димитър Владимиров
- Емил Михайлов
- Христо Попадийн
- Николай Боянов
- Евгени Облаков
- Васил Стоилков
- Иван Либов
- Методи Андреев
- Венцислав Гочев
- Любен Толев
- Борислав Хаджиев – Шмайзера
- Георги Лулейски
- Марин Койнарски
- Румен Спасов
- Иван Бербатов
- Георги Овнарски
- Иван Бонев
- Петър Топчев
- Христо Денчев
- Атанас Атанасов
- Иван Муларов
- Ангел Драганчев
- Валери Цветков
- Румен Чакъров
- Димитър Андреев
- Венцислав Асенов
- Борислав Кудрявцев
- Йордан Мурлев
- Николай Радлев
- Красимир Трайков
- Иван Лардев
- Костадин Янчев
- Христо Войнов
- Георги Бачев
- Иво Андонов
- Методи Ников
- Тодор Лулейски